# Portugal en los Juegos Olímpicos de Sochi 2014
Portugal estuvo representado en los Juegos Olímpicos de Sochi 2014 por dos deportistas que compitieron en esquí alpino. Responsable del equipo olímpico fue el Comité Olímpico de Portugal, así como las federaciones deportivas nacionales de cada deporte con participación.
El portador de la bandera en la ceremonia de apertura fue el esquiador alpino Arthur Hanse. El equipo olímpico portugués no obtuvo ninguna medalla en estos Juegos.